# 芒特普萊森特 (佛羅里達州)
芒特普萊森特（英語：Mount Pleasant）是位於美國佛羅里達州加茲登縣的一個非建制地區。該地的面積和人口皆未知。

## 地理
芒特普萊森特的座標為30°39′26″N 84°41′28″W / 30.65722°N 84.69111°W，而該地的平均海拔高度為90米（即295英尺）。